# Hydraena bicuspidata
Hydraena bicuspidata är en skalbaggsart som beskrevs av Ludwig Ganglbauer 1901. Hydraena bicuspidata ingår i släktet Hydraena och familjen vattenbrynsbaggar. Inga underarter finns listade i Catalogue of Life.